# كيمبرلي هان
كيمبرلي هان (بالإنجليزية: Kimberly Hahn)‏ هي كاتِبة أمريكية، ولدت في 1957.